# نادي دينامو بوخارست لكرة اليد
نادي دينامو بوخارست لكرة اليد هو نادي كرة يد في رومانيا تأسس في سنة 1948. يلعب في الدوري الروماني لكرة اليد. تبلغ سعة ملعبه 2538 متفرجا. هو بطل الدوري في 1959، 1960، 1961، 1962، 1964، 1965، 1966، 1978، 1986، 1995، 1997، 2005 و2016.